# Келликерия
Келликерия  (лат. Koellikēria) — монотипный род растений семейства Геснериевые (лат. Gesneriaceae), состоящий из одного вида — Келлике́рия эринусовидная (лат. Koellikeria erinoides), или келликерия серебристо-пятнистая (лат. Koellikeria argyrostigma).
В некоторых ботанических классификациях фигурирует под названием Gloxinia erinoides как один из видов рода Глоксиния. Есть сведения о ещё одном виде рода Кёлликерия.

## Этимология названия
Род назван по имени биолога Рудольфа Альберта фон Кёлликера.

## Ботаническое описание
Травянистое многолетнее корневищное растение с периодом покоя, когда надземная часть усыхает. Корневища чешуйчатые, достигают длины 40-50 см. Стебли короткие, полегающие, разветвленные. Листья супротивные, черешковые, эллиптические или яйцевидных, зубчатые, гладкие, покрыты рисунком из серебристых пятен и точек. Цветоносы верхушечные, многоцветковые, поднимающиеся над массой листьев. Цветок трубчатый, венчик с 5-лопастным широким отгибом, двухцветный: две верхних доли красные, три нижних — белые или розовые. Цветы обладают выразительным ароматом.

## Ареал и климатические условия
Центральная и Южная Америка, области с чередованием сухого и дождливого сезонов.

## Виды
По данным The Plant List
- Koellikeria erinoides (DC.) Mansf.
- Koellikeria mexicana Matuda

## Использование в культуре
Редкое в комнатной культуре растение. 

## Агротехника
Посадка. Выращивать лучше в широких и низких горшках или мисках, посадив в них несколько корневищ. Субстрат используется рыхлый, влагоёмкий, с добавлением торфа, сфагнума, перлита и древесного угля; необходим хороший дренаж.
Уход. растение помещают в светлом месте, температура около 20-25С, допускается понижение до 17С. Локально повышать влажность воздуха вокруг растения, например обкладывая горшок влажным торфом. Весной и летом растение подкармливают 1 раз в неделю жидким комплексным удобрением. После отцветания примерно в октябре, полив сократить, после усыхания надземной части растения усохшие стебли срезать, горшок с корневищами хранить в темном, прохладном (12-14°С) месте.
Размножение. В феврале корневища осторожно извлечь из горшка, разделить на отрезки по 3-5 см, снова посадить в свежий субстрат, полить. Так же можно использовать листовые черенки.